# 陈永利
陈永利，中华人民共和国政治人物、全国脱贫攻坚先进个人。

## 生平
陈永利任阳西县农业农村局扶贫开发股原负责人，阳江市阳西总医院党委办副主任。因在脱贫攻坚战中作出突出贡献，2021年2月25日全国脱贫攻坚总结表彰大会上，陈永利被授予“全国脱贫攻坚先进个人”。